# Maurice Malone
Maurice Maximilian Malone (Augsburgo, Alemania, 17 de agosto de 2000) es un futbolista alemán que juega como delantero en el FK Austria Viena de la Bundesliga austríaca.

## Trayectoria
Debutó como profesional con el SV Wehen Wiesbaden en la primera ronda de la Copa de Alemania 2020-21 el 13 de septiembre de 2020, entrando como suplente en el minuto 75 por Sebastian Mrowca contra el 1. FC Heidenheim 1846 en la 2. Bundesliga. El partido en casa terminó con una victoria por 1-0 para el Wiesbaden.
El 30 de agosto de 2021 se incorporó al 1. FC Heidenheim 1846 en calidad de cedido hasta el final de la temporada.

## Selección nacional
Nacido en Alemania, es de ascendencia estadounidense. Es internacional juvenil con Alemania.

## Estadísticas

### Clubes
Actualizado al último partido disputado el 3 de noviembre de 2024.
| Club                             | Div.          | Temporada     | Liga  | Liga  | Copas nacionales | Copas nacionales | Copas internacionales | Copas internacionales | Total | Total |
| Club                             | Div.          | Temporada     | Part. | Goles | Part.            | Goles            | Part.                 | Goles                 | Part. | Goles |
| -------------------------------- | ------------- | ------------- | ----- | ----- | ---------------- | ---------------- | --------------------- | --------------------- | ----- | ----- |
| F. C. Augsburgo II · Alemania    | 4.ª           | 2018-19       | 5     | 4     | ―                | ―                | ―                     | ―                     | 5     | 4     |
| F. C. Augsburgo II · Alemania    | 4.ª           | 2019-20       | 18    | 9     | ―                | ―                | ―                     | ―                     | 18    | 9     |
| F. C. Augsburgo II · Alemania    | Total club    | Total club    | 23    | 13    | 0                | 0                | 0                     | 0                     | 23    | 13    |
| SV Wehen Wiesbaden · Alemania    | 3.ª           | 2020-21       | 35    | 12    | 2                | 0                | ―                     | ―                     | 37    | 12    |
| SV Wehen Wiesbaden · Alemania    | Total club    | Total club    | 35    | 12    | 2                | 0                | 0                     | 0                     | 37    | 12    |
| F. C. Augsburgo · Alemania       | 1.ª           | 2021-22       | 0     | 0     | 1                | 0                | ―                     | ―                     | 1     | 0     |
| 1. FC Heidenheim 1846 · Alemania | 2.ª           | 2021-22       | 20    | 2     | 0                | 0                | ―                     | ―                     | 20    | 2     |
| 1. FC Heidenheim 1846 · Alemania | Total club    | Total club    | 20    | 2     | 0                | 0                | 0                     | 0                     | 20    | 2     |
| F. C. Augsburgo · Alemania       | 1.ª           | 2022-23       | 0     | 0     | 1                | 1                | ―                     | ―                     | 1     | 1     |
| F. C. Augsburgo · Alemania       | Total club    | Total club    | 0     | 0     | 2                | 1                | 0                     | 0                     | 2     | 1     |
| Wolfsberger AC · Austria         | 1.ª           | 2022-23       | 26    | 8     | 2                | 1                | 0                     | 0                     | 28    | 9     |
| Wolfsberger AC · Austria         | Total club    | Total club    | 26    | 8     | 2                | 1                | 0                     | 0                     | 28    | 9     |
| F. C. Basilea · Suiza            | 1.ª           | 2023-24       | 12    | 1     | 4                | 2                | —                     | —                     | 16    | 3     |
| F. C. Basilea · Suiza            | Total club    | Total club    | 12    | 1     | 4                | 2                | 0                     | 0                     | 16    | 3     |
| FK Austria Viena · Austria       | 1.ª           | 2024-25       | 12    | 4     | 3                | 0                | 2                     | 1                     | 17    | 5     |
| FK Austria Viena · Austria       | Total club    | Total club    | 12    | 4     | 3                | 0                | 2                     | 1                     | 17    | 5     |
| Total carrera                    | Total carrera | Total carrera | 128   | 40    | 13               | 4                | 2                     | 1                     | 143   | 45    |